# Arasari czarnoszyi
Arasari czarnoszyi (Pteroglossus aracari) – gatunek średniej wielkości ptaka z rodziny tukanowatych (Ramphastidae), zamieszkujący tereny Brazylii, regionu Gujana oraz Wenezueli.

## Morfologia
Może osiągać rozmiary 35–45 cm oraz może ważyć od 177 g do 309 g. Charakterystyczne dla tego gatunku jest posiadanie pojedynczego czerwonego paska na brzuchu.

## Podgatunki
Międzynarodowy Komitet Ornitologiczny (IOC) wyróżnia trzy podgatunki P. aracari:
- P. a. atricollis (P.L.S. Müller, 1776) – wschodnia Wenezuela, region Gujana i północna Brazylia
- P. a. aracari (Linnaeus, 1758) – północno-wschodnia, wschodnia i południowo-wschodnia Brazylia
- P. a. wiedii J.H.C.F. Sturm & J.W. Sturm, 1847 (syn. P. a. vergens Griscom & Greenway, 1937) – południowo-wschodnia Brazylia

## Status
Międzynarodowa Unia Ochrony Przyrody (IUCN) uznaje arasari czarnoszyjego za gatunek najmniejszej troski (LC – Least Concern) nieprzerwanie od 1988 roku. Liczebność populacji nie została oszacowana, ale ptak ten opisywany jest jako pospolity. Trend liczebności populacji uznaje się za spadkowy ze względu na wylesianie Amazonii.